# Beilschmiedia preussioides
Beilschmiedia preussioides är en lagerväxtart som beskrevs av Fouilloy & N. Halle. Beilschmiedia preussioides ingår i släktet Beilschmiedia och familjen lagerväxter. Inga underarter finns listade i Catalogue of Life.